# Nicolas Pariser

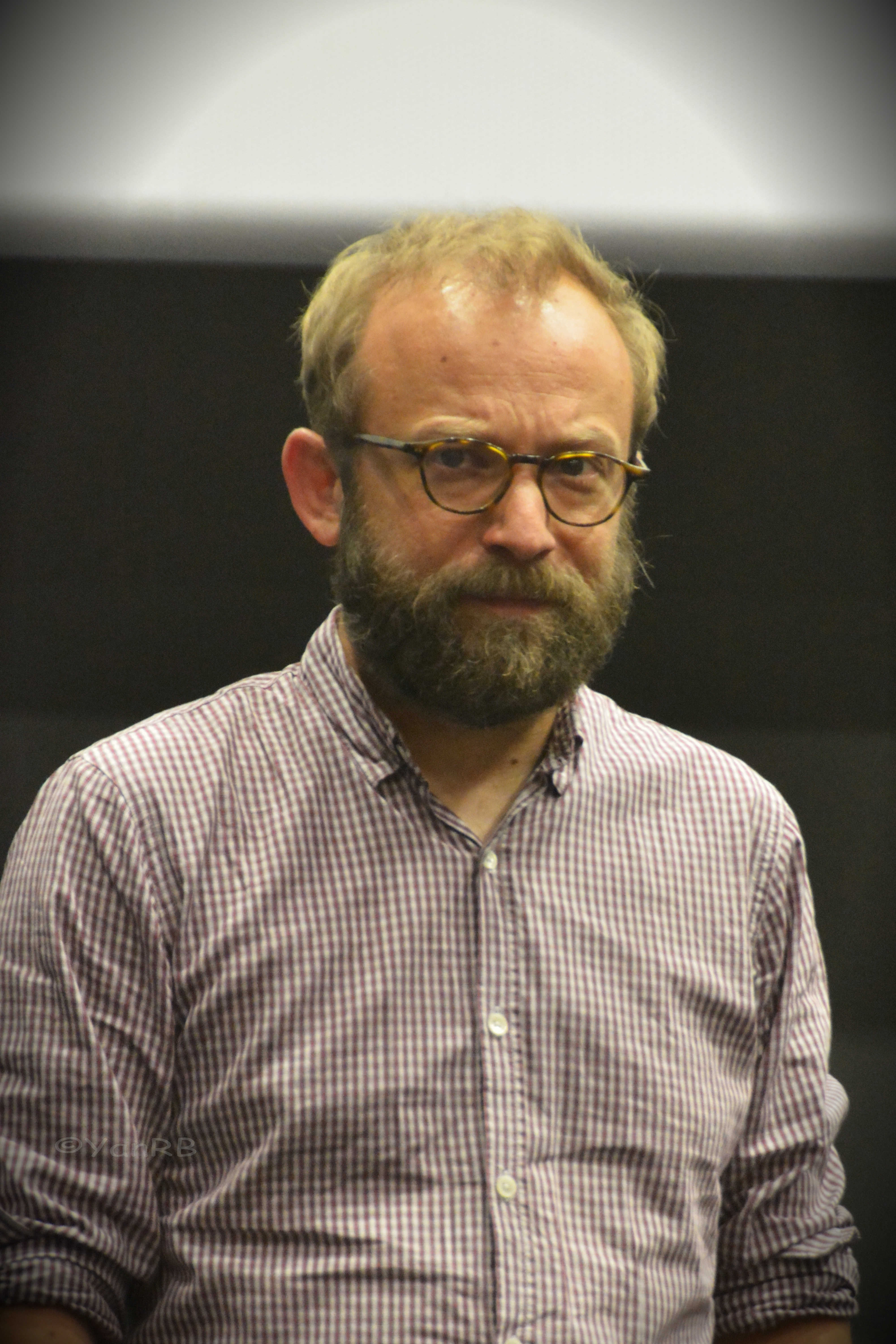
Nicolas Pariser

Nicolas Pariser (París, Francia 29 de septiembre de 1974) es un director francés.

## Biografía
Primero estudió derecho, filosofía e historia del arte y cine. Obtuvo una maestría en cine y una licenciatura en filosofía en París.
Luego se convirtió en crítico de cine para la revista Sofa. Trabajó cuatro años para el director Pierre Rissient.

## Filmografía

### Director

#### Cortometrajes
- 2008 : El día que ganó Ségolène, Caïmans Productions – 13 min. 35mm con Sabrina Seyvecou, Enzo Colombatto, Alain Libolt, Anny Romand
- 2009 : La República
- 2013 : Actuar pop

#### Largometrajes
- 2015 : El Gran Juego
- 2019 : Alicia y el alcalde
- 2022 : El perfume verde

#### Serie de televisión
- 2021 : En terapia, episodios de Leonora y Damián

### Actor
- Los guijarros de Chloé Mazlo (cortometraje)

## Premios
- 2010 : Premio Jean-Vigo de Cortometrajes por La République[3]
- 2013 : Semana de la Crítica en el Festival de Cine de Cannes para Agit Pop[4] (selección)
- 2015 : Festival de Cine de Locarno, sección Cineastas del presente para Le Grand jeu (selección)
- 2015 : Premio Louis-Delluc a la mejor ópera prima por The Big Game